# Фінал Кубка Стенлі 2016

Фінал Кубка Стенлі 2016 (англ. Stanley Cup Finals) — 123-й загалом фінал Кубка Стенлі та сезону 2015–2016 у НХЛ між командами «Піттсбург Пінгвінс» та «Сан-Хосе Шаркс». Фінальна серія стартувала 30 травня в Піттсбурзі, а фінішувала 12 червня перемогою «Піттсбург Пінгвінс».
У регулярному чемпіонаті «Піттсбург» фінішували другими в Столичному дивізіоні в Східної конференції набравши 104 очки, а «Шаркс» посіли третє місце в Тихоокеанському дивізіоні Західної конференції з 98 очками.
У фінальній серії перемогу здобули «Піттсбург Пінгвінс» 4:2. Приз Кона Сміта (найкращого гравця фінальної серії) отримав капітан «Пінгвінів» Сідні Кросбі.

## Шлях до фіналу
| Західна конференція     |          |                    |                   |                                            |
| Стадія                  | Суперник | Суперник           | Загальний рахунок | Результати матчів                          |
| Чвертьфінал конференції | Т2       | Лос-Анджелес Кінгс | 4 : 1             | 4:3, 2:1, 1:2(ОТ), 3:2, 6:3                |
| Півфінал конференції    | ВК       | Нашвілл Предаторс  | 4 : 3             | 5:2, 3:2, 1:4, 3:4(3ОТ), 5:1, 3:4(ОТ), 5:0 |
| Фінал конференції       | Ц2       | Сент-Луїс Блюз     | 4 : 2             | 1:2, 4:0, 3:0, 3:6, 6:3, 5:2               |

| Східна конференція      |          |                    |                   |                                           |
| Стадія                  | Суперник | Суперник           | Загальний рахунок | Результати матчів                         |
| Чвертьфінал конференції | С3       | Нью-Йорк Рейнджерс | 4 : 1             | 5:2, 2:4, 3:1, 5:0, 6:3                   |
| Півфінал конференції    | С1       | Вашингтон Кепіталс | 4 : 2             | 3:4(ОТ), 2:1, 3:2, 3:2(ОТ), 1:3, 4:3(ОТ)  |
| Фінал конференції       | А2       | Тампа-Бей Лайтнінг | 4 : 3             | 1:3, 3:2(ОТ), 4:2, 3:4, 3:4(ОТ), 5:2, 2:1 |

## Арени
| Сан-Хосе             | SAP-центр в Сан-Хосе Консол Енерджі-центрclass=notpageimage\| Арени фіналу Кубка Стенлі 2016 | Піттсбург            |
| SAP-центр в Сан-Хосе | SAP-центр в Сан-Хосе Консол Енерджі-центрclass=notpageimage\| Арени фіналу Кубка Стенлі 2016 | Консол Енерджі-центр |
| Місткість: 17 562    | SAP-центр в Сан-Хосе Консол Енерджі-центрclass=notpageimage\| Арени фіналу Кубка Стенлі 2016 | Місткість: 18 387    |
|                      | SAP-центр в Сан-Хосе Консол Енерджі-центрclass=notpageimage\| Арени фіналу Кубка Стенлі 2016 |                      |

## Серія
| 30 травня 2016 20:00 | Піттсбург Пінгвінс | 3 : 2 (2:0, 0:2, 1:0) | Сан-Хосе Шаркс | Консол Енерджі-центр, Піттсбург Глядачів: 18 596 |

| Протокол                                                 | Протокол    | Протокол                                 | Протокол     | Протокол |
| -------------------------------------------------------- | ----------- | ---------------------------------------- | ------------ | -------- |
|                                                          | Метт Мюррей | Голкіпери                                | Мартін Джонс |          |
| Браян Раст (12:46) Конор Ширі (13:48) Нік Боніно (57:27) |             | Томаш Гертл (23:02) Патрік Марло (38:12) |              |          |
| 6 хв.                                                    | Вилучення   | 8 хв.                                    |              |          |
| 41                                                       | Кидки       | 26                                       |              |          |

| 1 червня 2016 20:00 | Піттсбург Пінгвінс | 2 : 1 (ОТ) (0:0, 1:0, 0:1, 1:0) | Сан-Хосе Шаркс | Консол Енерджі-центр Глядачів: 18 665 |

| Протокол                              | Протокол    | Протокол              | Протокол     | Протокол |
| ------------------------------------- | ----------- | --------------------- | ------------ | -------- |
|                                       | Метт Мюррей | Голкіпери             | Мартін Джонс |          |
| Філ Кессел (28:20) Конор Ширі (62:25) |             | Джастін Браун (55:55) |              |          |
| 2 хв.                                 | Вилучення   | 4 хв.                 |              |          |
| 30                                    | Кидки       | 22                    |              |          |

| 4 червня 2016 20:00 | Сан-Хосе Шаркс | 3 : 2 (ОТ) (1:1, 0:1, 1:0, 1:0) | Піттсбург Пінгвінс | SAP-центр в Сан-Хосе, Сан-Хосе Глядачів: 17 562 |

| Протокол                                                         | Протокол     | Протокол                                     | Протокол    | Протокол |
| ---------------------------------------------------------------- | ------------ | -------------------------------------------- | ----------- | -------- |
|                                                                  | Мартін Джонс | Голкіпери                                    | Метт Мюррей |          |
| Джастін Браун (09:34) Джоел Ворд (48:48) Йоонас Донськой (72:18) |              | Бен Лавджой (05:29) Патрік Гернквіст (39:07) |             |          |
| 2 хв.                                                            | Вилучення    | 6 хв.                                        |             |          |
| 26                                                               | Кидки        | 42                                           |             |          |

| 6 червня 2016 20:00 | Сан-Хосе Шаркс | 1 : 3 (0:1, 0:1, 1:1) | Піттсбург Пінгвінс | SAP-центр в Сан-Хосе Глядачів: 17 562 |

| Протокол                | Протокол     | Протокол                                       | Протокол    | Протокол |
| ----------------------- | ------------ | ---------------------------------------------- | ----------- | -------- |
|                         | Мартін Джонс | Голкіпери                                      | Метт Мюррей |          |
| Мелкер Карлссон (48:07) |              | Йен Коул (07:36) Євген Малкін Ерік Фер (57:58) |             |          |
| 4 хв.                   | Вилучення    | 4 хв.                                          |             |          |
| 24                      | Кидки        | 20                                             |             |          |

| 9 червня 2016 20:00 | Піттсбург Пінгвінс | 2 : 4 (2:3, 0:0, 0:1) | Сан-Хосе Шаркс | Консол Енерджі-центр Глядачів: 18 680 |

| Протокол                                  | Протокол    | Протокол                                                                             | Протокол     | Протокол |
| ----------------------------------------- | ----------- | ------------------------------------------------------------------------------------ | ------------ | -------- |
|                                           | Метт Мюррей | Голкіпери                                                                            | Мартін Джонс |          |
| Євген Малкін (04:44) Карл Гагелін (05:06) |             | Брент Бернс (01:04) Логан Кутюр (02:53) Мелкер Карлссон (14:47) Джо Павелскі (58:40) |              |          |
| 6 хв.                                     | Вилучення   | 8 хв.                                                                                |              |          |
| 46                                        | Кидки       | 22                                                                                   |              |          |

| 12 червня 2016 20:00 | Сан-Хосе Шаркс | 1 : 3 (0:1, 1:1, 0:1) | Піттсбург Пінгвінс | SAP-центр в Сан-Хосе Глядачів: 17 562 |

| Протокол            | Протокол     | Протокол                                                           | Протокол    | Протокол |
| ------------------- | ------------ | ------------------------------------------------------------------ | ----------- | -------- |
|                     | Мартін Джонс | Голкіпери                                                          | Метт Мюррей |          |
| Логан Кутюр (26:27) |              | Браян Дюмулін (08:16) Кріс Летанг (27:46) Патрік Гернквіст (58:58) |             |          |
| 4 хв.               | Вилучення    | 4 хв.                                                              |             |          |
| 19                  | Кидки        | 27                                                                 |             |          |

| Володар Кубка Стенлі 2016          |
| ---------------------------------- |
| Піттсбург Пінгвінс четвертий титул |

## Володарі Кубка Стенлі
| Володарі Кубка Стенлі Піттсбург Пінгвінс | Воротарі: Марк-Андре Флері, Метт Мюррей, Джефф Заткофф Захисники: Оллі Мяяття, Джастін Шульц, Тревор Дейлі, Браян Дюмулін, Бен Лавджой, Іан Коул, Кріс Летанг Нападники: Паскаль Дюпюї, Метт Каллен, Нік Боніно, Кріс Кунітц, Браян Раст, Ерік Фер, Том Кюнгакль, Конор Ширі, Сідні Кросбі (К), Кевін Портер, Карл Гагелін, Євген Малкін, Патрік Гернквіст, Філ Кессел Головний тренер: Майк Салліван Генеральний менеджер: Джим Резерфорд |